# TROPICAL LOVE
『TROPICAL LOVE』（トロピカル・ラヴ）は、2017年3月1日にリリースされた電気グルーヴのスタジオ・アルバム。

## 解説
- アルバム自体は『25』から約3年ぶり、フルアルバムとしては『人間と動物』から約4年ぶりとなるアルバム。
- 2015年にリリースされたシングル『Fallin' Down』、BS12 TwellV『伊集院光のてれび』のテーマソングとして書き下ろされた「人間大統領」を含む、全10曲。
- 歌録り以外のアルバム製作についてはほぼ全てGarageBandを用いて行われている（石野卓球曰く「96%」。仮歌についてもMacBook Pro内蔵のマイクが使われ、そのままアルバムに収録された物もあるという）。
- 通常盤、DVD付き初回限定盤、映像コード付きの完全生産限定盤、アナログ盤の計4形態と、バンド史上最多の形態でのリリースとなった。
- 初回限定盤の付属DVD、および完全生産限定盤の映像コードには、前年3月9日にZepp Tokyoで行われたライブ「お母さん、僕たち映画になったよ。」の本編映像を、ノーカット・副音声付きで収録。
- 同年7月26日にはこのアルバムの各曲のインストゥルメンタル、リアレンジバージョンを収録したアルバム『TROPICAL LOVE LIGHTS』がリリースされた。

## 収録曲
CD
| 全作曲: 石野卓球。 |                                                        |                      |            |      |
| #                  | タイトル                                               | 作詞                 | 作曲・編曲 | 時間 |
| 1.                 | 「人間大統領」(ningen president)                       | 石野卓球・ピエール瀧 | 石野卓球   | 3:55 |
| 2.                 | 「東京チンギスハーン」(tokyo genghis khan)             | 石野卓球             | 石野卓球   | 3:29 |
| 3.                 | 「顔変わっちゃってる。」(kao kawacchatteru.)           | 石野卓球・ピエール瀧 | 石野卓球   | 5:37 |
| 4.                 | 「プエルトリコのひとりっ子」(puerto rico no HITorIKKO) | 石野卓球             | 石野卓球   | 6:41 |
| 5.                 | 「柿の木坂」(kakinokizaka)                             | 石野卓球             | 石野卓球   | 7:45 |
| 6.                 | 「Fallin' Down」(Album Mix)                            | 石野卓球・ピエール瀧 | 石野卓球   | 4:58 |
| 7.                 | 「ユーフォリック」(UFOholic)                           |                      | 石野卓球   | 7:48 |
| 8.                 | 「トロピカル・ラヴ」(tropical love)                    | 石野卓球             | 石野卓球   | 6:33 |
| 9.                 | 「ヴィーナスの丘」(venus hill)                         | 石野卓球             | 石野卓球   | 4:09 |
| 10.                | 「いつもそばにいるよ」(stand by you)                   | 石野卓球・ピエール瀧 | 石野卓球   | 7:57 |
| 合計時間:          | 合計時間:                                              | 合計時間:            | 58:52      |      |

DVD（初回限定生産盤、完全生産限定盤・映像コード）
| #         | タイトル                             | 作詞  | 作曲・編曲 | 時間 |
| --------- | ------------------------------------ | ----- | ---------- | ---- |
| 1.        | 「Hello! Mr.Monkey Magic Orchestra」 |       |            | 4:33 |
| 2.        | 「Fallin' Down」                     |       |            | 4:44 |
| 3.        | 「Missing Beatz」                    |       |            | 4:06 |
| 4.        | 「SHAMEFUL」                         |       |            | 4:09 |
| 5.        | 「新幹線」                           |       |            | 6:23 |
| 6.        | 「Eine Kleine Melodie」              |       |            | 5:09 |
| 7.        | 「Baby's on Fire」                   |       |            | 4:12 |
| 8.        | 「スコーピオン2001」                 |       |            | 5:31 |
| 9.        | 「Barong Dance」                     |       |            | 5:48 |
| 10.       | 「あすなろサンシャイン」             |       |            | 4:53 |
| 11.       | 「カメライフ」                       |       |            | 3:59 |
| 12.       | 「TKO Tekno Queen」                  |       |            | 3:19 |
| 13.       | 「Fake it!」                         |       |            | 4:08 |
| 14.       | 「Love Domination」                  |       |            | 4:52 |
| 15.       | 「FLASHBACK DISCO」                  |       |            | 5:34 |
| 16.       | 「ジャンボタニシ」                   |       |            | 5:22 |
| 17.       | 「N.O.」                             |       |            | 4:33 |
| 18.       | 「かっこいいジャンパー」             |       |            | 7:18 |
| 合計時間: | 合計時間:                            | 88:33 |            |      |

### 楽曲解説
1. 人間大統領 / ningen president
BS12 TwellV『伊集院光のてれび』テーマソング。ただし、一部の歌詞とアレンジは異なる。
PV（監督：天久聖一）には2丁拳銃の小堀がクイズの回答者役で出演。
2. 東京チンギスハーン / tokyo genghis khan
ギターウルフの楽曲「涙のタイムマシン」と元メンバー・砂原良徳の名言「ケラさん逃げて！」がボイスサンプリングされている。
3. 顔変わっちゃってる。 / kao kawacchatteru.
過去のアーティスト写真を使用した、Acid Morphing Movieが、映像作品「TROPICAL LOVE TOUR 2017」本編最後にシークレットで収録されている。
4. プエルトリコのひとりっ子 / puerto rico no HITorIKKO
ライブでは、この曲の後にトミタ栞がボーカルで参加している「いちご娘」のリアレンジ曲「いちご娘はひとりっ子」が演奏されることがある[1]。
5. 柿の木坂 / kakinokizaka
6. Fallin' Down (Album Mix)
18thシングルのアルバムバージョン。テレビ東京系ドラマ『怪奇恋愛作戦』主題歌。
7. ユーフォリック / UFOholic
インスト曲。発売後、後発のアルバム「TROPICAL LOVE LIGHTS」に収録されている別バージョン「UFOholic（Acid Abduction Mix）」のPVが製作された（アニメーション製作：スィリアック・ハリス）[2]。
8. トロピカル・ラヴ / tropical love
PVが製作されている（監督：田中秀幸）。撮影は全編、ハワイにて執り行われた[3]。
9. ヴィーナスの丘 / venus hill
ボーカルは電気の2人ではなく、夏木マリが歌っている。
10. いつもそばにいるよ / stand by you

## 参加ミュージシャン
- KenKen - ベース（1曲目）
- トミタ栞 - ボーカル（4,8曲目）
- DJ Cookie - ボイス（4曲目）
- 笹沼位吉 - ベース（7,10曲目）
- 夏木マリ - ボーカル（9曲目）
- 吉田サトシ - スパニッシュ・ギター（9曲目）